# Боро (Нью-Йорк)

Боро Нью-Йорка:
1. Манхэттен, 2. Бруклин, 3. Куинс (включая аэропорты), 4. Бронкс, 5. Статен-Айленд

Бо́ро (англ. borough) — единица административного деления города Нью-Йорка.

## Описание
Согласно законодательству штата Нью-Йорк, боро является муниципалитетом, созданным на основе округа, полностью объединённого со входящими в него населёнными пунктами. Таким образом, статус боро Нью-Йорка отличается от боро в штатах Коннектикут, Нью-Джерси, Пенсильвания и Аляска.
В 1898 году границы Нью-Йорка обрели современный вид. Боро Бронкс было выделено из округа Уэстчестер, боро Куинс — из округа Куинс, из которого в свою очередь был выделен округ Нассо.
Каждое боро имеет своего президента. После того как в 1990 году был упразднён бюджетный совет Нью-Йорка, права президентов были значительно урезаны. Все боро также имеют собственного окружного прокурора и муниципальное здание. Также в боро избираются гражданские судьи.
| \| Обзорная таблица \| Обзорная таблица \| Обзорная таблица \| Обзорная таблица \| \| Боро \| Округ \| Население (оценка на июль 2011) \| Площадь, км² \| \| ---------------------------------------------- \| ---------------- \| ------------------------------- \| ---------------- \| \| Манхэттен \| Нью-Йорк \| 1 601 948 \| 59 \| \| Бруклин \| Кингс \| 2 532 645 \| 183 \| \| Куинс \| Куинс \| 2 247 848 \| 283 \| \| Бронкс \| Бронкс \| 1 392 002 \| 109 \| \| Статен-Айленд \| Ричмонд \| 470 467 \| 151 \| \| Нью-Йорк (город) \| Нью-Йорк (город) \| 8 244 910 \| 786 \| \| штат Нью-Йорк \| штат Нью-Йорк \| 19 465 197 \| 122 284 \| \| Источник: Бюро переписи населения США[3][4][5] \| \| \| \| |                  |                                 |              |
| Обзорная таблица |                  |                                 |              |
| Боро | Округ            | Население (оценка на июль 2011) | Площадь, км² |
| Манхэттен | Нью-Йорк         | 1 601 948                       | 59           |
| Бруклин | Кингс            | 2 532 645                       | 183          |
| Куинс | Куинс            | 2 247 848                       | 283          |
| Бронкс | Бронкс           | 1 392 002                       | 109          |
| Статен-Айленд | Ричмонд          | 470 467                         | 151          |
| Нью-Йорк (город) | Нью-Йорк (город) | 8 244 910                       | 786          |
| штат Нью-Йорк | штат Нью-Йорк    | 19 465 197                      | 122 284      |
| Источник: Бюро переписи населения США |                  |                                 |              |